# Willie MacFadyen
Pour les articles homonymes, voir Macfadyen.
William « Willie » MacFadyen (né le 23 juin 1904 à Owertown en Écosse et mort en 1971 à Birmingham en Angleterre) était un footballeur écossais.
Avec 52 buts en 1931-1932, MacFadyen détient le record de but sur une saison écossaise. Il est le 8e meilleur buteur de l'histoire du championnat d'Écosse avec 251 réalisations.

## Biographie

### Joueur
Natif d'Owertown, North Lanarkshire, MacFadyen joue tout d'abord dans l'équipe junior du Wishaw YMCA avant de commencer sa carrière à Motherwell en 1921. Avant de s'imposer à Fir Park, il passe une période dans quelques clubs en prêt au Bo'ness ou Clyde. 
Il remporte un championnat écossais en 1931-1932 dont il termine meilleur buteur avec 52 buts ce qui est encore actuellement un record. Il joue également deux fois en international en 1933, contre le Pays de Galles et l'Autriche. Il marque lors des deux matchs mais ne sera pourtant plus jamais sélectionné. 
Après Motherwell, il part en Angleterre à Huddersfield Town, qui atteint la finale de la FA Cup 1938, puis au Clapton Orient. 
Durant la Seconde Guerre mondiale, il sert dans la Royal Air Force et est joueur d'armée à Blackpool, Huddersfield, Nottingham Forest et Rochdale.

### Entraîneur
En octobre 1945, MacFadyen devient l'entraîneur assistant du Dundee United, poste qu'il occupe pendant neuf ans.
Le poste de Dundee United est son dernier travail dans le football. Après sa retraite, il travaille comme physiothérapeute et podologue. MacFadyen décède en 1971.

## Palmarès
Motherwell FC
- Champion du Championnat d'Écosse de football (1) :
  - 1932.
- Vice-champion du Championnat d'Écosse de football (4) :
  - 1927, 1930, 1933 & 1934.
- Meilleur buteur du Championnat d'Écosse de football (2) :
  - 1932: 52 buts & 1933: 45 buts.
- Finaliste de la Scottish Cup (2) :
  - 1931 & 1933.

Huddersfield Town FC
- Finaliste de la FA Cup (1) :
  - 1938.